# Casa de Velázquez
La Casa de Velázquez est une école française à l'étranger, implantée à Madrid en Espagne, ayant le statut d'établissement public à caractère scientifique, culturel et professionnel (EPSCP) dépendant du ministère chargé de l'Enseignement supérieur et de la Recherche. Elle offre une formation scientifique, culturelle et professionnelle. Son but est de développer les activités créatrices et les recherches dans les domaines des arts, langues, littératures, civilisations, histoire et archéologie de l'Espagne et du monde ibérique. Elle forme enseignants, chercheurs et artistes. Elle fait partie du Réseau des écoles françaises à l'étranger (ResEFE).

## Historique
Entre 1907 et 1909 l'université de Bordeaux crée l'École des Hautes Études Hispaniques, connue à partir de 1909 comme Casa de Velázquez.
En 1916, Charles-Marie Widor, organiste et compositeur célèbre, secrétaire perpétuel de l'Académie des beaux-arts, exprime le vœu que des artistes français puissent compléter leur formation en Espagne comme ils le faisaient à la villa Médicis de Rome. Le roi Alphonse XIII choisit lui-même à Madrid, un terrain de 20 000 m2 qui serait cédé à la France pour y construire une résidence à l'intention des artistes et des chercheurs.[réf. nécessaire]
Fondée en 1920, aménagée par l'architecte Léon Chifflot, elle est inaugurée en 1929, et encore agrandie par l'architecte Camille Lefèvre jusqu'en 1935. Mais elle est détruite en 1936 durant la guerre civile. Elle est reconstruite en 1959 sur son site originel, dans la cité universitaire. En 2010-2011, la Casa de Velázquez subit d'importants travaux de mise en conformité technique et de modernisation de son bâtiment principal.
Louis Marin, rapporteur général du Budget de la Chambre des députés et ethnologue, se bat pour augmenter les crédits de la Casa, nécessaires à ses yeux pour résister à l'influence culturelle de l'Allemagne à l'étranger.
En 1979, la Casa de Velázquez fête son cinquantenaire, en présence de la reine Sophie et d'Anne-Aymone Giscard d'Estaing. En 2003, elle célèbre son 75e anniversaire et organise une exposition pour l'occasion.
Depuis sa fondation, la Casa a été dirigée successivement par :
- Pierre Paris (de 1928 à 1932) ;
- François Dumas (de 1932 à 1940) ;
- Maurice Legendre (de 1940 à 1955) ;
- Paul Guinard (de 1955 à 1957) ;
- Henri Terrasse (de 1957 à 1965[3]) ;
- Didier Ozanam (de 1965 à 1966) ;
- François Chevalier (de 1966 à 1979) ;
- Didier Ozanam (de 1979 à 1988) ;
- Joseph Pérez (de 1989 à 1996) ;
- Jean Canavaggio (de 1996 à 2001) ;
- Gérard Chastagnaret (de 2001 à 2006) ;
- Jean-Pierre Étienvre (de 2006 à 2013) ;
- Michel Bertrand (de 2014 à 2021) ;
- Nancy Berthier (depuis janvier 2022).

Sa structure interne s'est progressivement enrichie pour lui permettre de conduire d'importants programmes de recherches scientifiques. Ainsi, une direction des études pour l'époque ancienne et l'époque médiévale a vu se succéder André Bazzana, Patrice Cressier, Pierre Moret, Daniel Baloup, Laurent Callegarin (2013-2020) et Gwladys Bernard (depuis 2020). Une seconde direction des études pour l'époque moderne et contemporaine a été dirigée par Paul Aubert (1990-1996), Benoît Pellistrandi (1997-2005), Xavier Huetz de Lemps (2005-2009), Stéphane Michonneau (2010-2015), Nicolas Morales (2016-2020) et Luis Gonzalez (depuis 2020).

## Formation
La Casa de Velázquez accueille pour une année renouvelable une fois, dans son École des hautes études hispaniques et ibériques, jusqu'à 18 chercheurs (archéologues, historiens, géographes, littéraires, etc.).
Dans son Académie de France à Madrid, elle peut recevoir jusqu'à treize artistes (architectes, cinéastes, compositeurs, dessinateurs, graveurs, paysagistes, peintres, photographes, plasticiens, sculpteurs, vidéastes, etc.), ainsi que deux boursiers de grandes villes espagnoles comme Almeria, Saragosse, Séville, Valence. La Casa de Velázquez propose également des bourses aux étudiants pour une durée de séjour d'un mois. Elles sont destinées à de jeunes artistes et à de jeunes chercheurs doctorants, français et étrangers, dont les travaux nécessitent un séjour dans la péninsule Ibérique.

## Artistes de la Casa
Parmi les promotions de membres, figurent, :

### Architecture
- Richard Heinrich né en 1950, 47e promotion.
- Jean Braunwald (1901-1983). 4e promotion (1931-1932).
- Agnès Chaussemiche (1900-1934). 2e promotion (1929-1930).
- Alex Colladant (1912-1978). 14e promotion (1943-1944).
- André Conte (1909-1992). 8e promotion (1935-1936).
- Vladimir Couprianoff (1919-1967). 23e promotion (1952-1953).
- Jean Delarozière (1907-1984). 9e promotion (1937-1938).
- Jean Faugeron (1915-1983). 20e promotion (1949-1950).
- Gaston Glorieux né en 1898. 2e promotion (1929-1930). 1er second grand prix de Rome en 1928. Élève d'Alfred-Henri Recoura.
- Jean Jouvensel (1905-1961). 8e promotion (1935-1936).
- Jacques Lavedan (1943-1994). 38e promotion (1967-1968).
- Georges Loukomski (1884-1952). 8e promotion (1935-1936).
- André Lys (1909-1973). 13e promotion (1942-1943).
- Henri Madelain (1905-2003). 8e promotion (1935-1936).
- Guy Morizet (1908-1993). 10e promotion (1938-1939).
- Jean-Michel Musso (1943-1998). 45e promotion (1974-1975).
- Marcel Pechin (1890-1961). 1re promotion (1928-1929).
- Denis Pilven (1941-2018). 40e promotion (1969-1970).
- Guy Pison (1905-1986). 7e promotion (1934-1935).
- Roger Roy né en 1902. 5e promotion (1932-1933).

### Cinéma
- Francisco RODRÍGUEZ TEARE né en 1989. 90e promotion (2019-2020)
- Marine DE CONTES née en 1983. 90e promotion (2019-2020)
- Randa Maroufi née en 1987. 88e promotion (2017-2018)
- Mathilde Lavenne née en 1982. 89e promotion (2018-2019)
- Seydou Cissé né en 1981. 89e promotion (2018-2019)
- Marta Mateus née en 1984. 89e promotion (2018-2019)
- Andres Padilla Domene né en 1986. 89e promotion (2018-2019)
- Dmitry MAKHOMET né en 1975. 88e promotion (2017-2018)
- Vir Andres Hera né en 1990. 86e promotion (2015-2016)
- Ana María GOMES née en 1982. 87e promotion (2016-2017)
- Nino LAISNÉ né en 1985. 87e promotion (2016-2017)
- José-Alberto MERINO né en 1979. 85e promotion (2014-2015)
- Quentin RAVELLI né en 1982. 85e promotion (2014-2015)
- Pierre PRIMETENS né en 1974. 85e promotion (2014-2015)
- Frédérique PRESSMANN née en 1966. 84e promotion (2013-2014)
- Vanessa ROUSSELOT née en 1981. 83e promotion (2012-2013)
- Boris LABBÉ né en 1987. 82e promotion (2011-2012)
- Miguel Moraes Cabral né en 1984. 86e promotion (2015-2016)
- Dominique Abel née en 1962. 71e promotion (2000-2001). Réalisatrice[6].
- Amalia Escriva née en 1961. 70e promotion (1999-2000). Réalisatrice [7].
- Eva Husson née en 1977. 77e promotion (2006-2007).
- Alain Mazars né en 1955. 55e promotion (1984-1985).

### Musique
- Ondřej Adámek né en 1979. 79e promotion (2008-2009).
- Samuel Andreyev né en 1981. 83e promotion (2012-2013).
- Juan Arroyo né en 1981. 87e promotion (2016-2017).
- Benjamin Attahir né en 1989. 92e promotion (2021-2022).
- Jean Aubain (1928-2015). 25e promotion (1954-1955).
- Noriko Baba née en 1972. 77e promotion (2006-2007).
- Nicolas Bacri né en 1961. 62e promotion (1991-1993).
- Jean-Philippe Bec né en 1968. 72e promotion (2001-2003).
- Jonathan Bell né en 1982. 90e promotion (2019-2020).
- Esteban Benzecry né en 1970. 75e promotion (2004-2005).
- Giovanni Bertelli né en 1980. 89e promotion (2018-2019).
- Mathieu Bonilla né en 1979. 84e promotion (2013-2014).
- Patrick Burgan né en 1960. 63e promotion (1992-1993).
- Carlos de Castellarnau né en 1977. 89e promotion (2018-2019).
- Carmine-Emanuele Cella né en 1976. 84e promotion (2013-2014).
- Tristan-Patrice Challulau né en 1959. 66e promotion (1995-1997).
- Yves Chauris né en 1980. 79e promotion (2008-2009).
- Denis Chevallier né en 1973. 78e promotion (2007-2008).
- Nicole Clément née en 1946. 51e promotion (1980-1981).
- Julien Dassié né en 1973. 74e promotion (2003-2004).
- Raymond Depraz (1915-2005). 20e promotion (1949-1950).
- Bruno Ducol né en 1949. 56e promotion (1985-1987). Professeur de composition au conservatoire de Paris et de Strasbourg, pensionnaire de la villa Médicis 1982-1984.
- Philippe Dulat né en 1956. 61e promotion (1990-1992).
- Pierre Durand (1935-1998). 33e promotion (1962-1963).
- Aurélio Edler-Copes né en 1976. 82e promotion (2011-2012).
- Lucas Fagin né en 1980. 87e promotion (2016-2017).
- Pierre Farago né en 1969. 68e promotion (1997-1999).
- Philippe Fénelon né en 1952. 52e promotion (1981-1982).
- Francisco Ferro né en 1981. 91e promotion (2020-2021).
- Francesco Filidei né en 1973. 77e promotion (2006-2007).
- Jean-Louis Florentz (1947-2004). 54e promotion (1983-1985).
- Michèle Foison née en 1942. 43e promotion (1972-1973).
- Marie-Josèphe Gaborit-Vézin née en 1929. 30e promotion (1959-1960).
- Gérard Garcin né en 1947. 55e promotion (1984-1986).
- Daniele Ghisi né en 1984. 82e promotion (2011-2012).
- Reine Gianoli musicienne (1915-1979). 19e promotion (1948-1949).
- Anthony Girard né en 1959. 57e promotion (1986-1988).
- Vincent Guyot né en 1964. 70e promotion (1999-2000).
- Étienne Haan né en 1992. 90e promotion (2019-2020).
- Philippe Hersant né en 1948. 41e promotion (1970-1971). Membre de l'Académie des beaux-arts.
- Víctor Ibarra Cárdenas né en 1978. 85e promotion (2014-2015).
- Antonio Iglesias Álvarez musicien (1918-2011). 14e promotion (1943-1944).
- Olivier Kaspar né en 1962. 66e promotion (1995-1997).
- Jan Krejčík né en 1974. 80e promotion (2009-2010).
- Jean-Dominique Krynen né en 1958. 63e promotion (1992-1993).
- Édith Lejet née en 1941. 39e promotion (1968-1969).
- Julian Lembke né en 1985. 92e promotion (2021-2022).
- Christophe Looten né en 1958. 58e promotion (1987-1988).
- Thierry Machuel né en 1962. 70e promotion (1999-2001).
- Joan Magrané Figuera né en 1988. 88e promotion (2017-2018).
- Éliane Magnan musicienne née en 1921. 17e promotion (1946-1947).
- Chrystel Marchand née en 1958. 59e promotion (1988-1989).
- Laurent Martin né en 1959. 67e promotion (1996-1997).
- Roselyne Masset-Lecocq née en 1950. 48e promotion (1977-1978).
- Keita Matsumiya né en 1980. 87e promotion (2016-2017).
- Florent Motsch né en 1980. 81e promotion (2010-2011).
- Jean-Claude Nachon né en 1953. 46e promotion (1975-1976).
- Vincent Paulet né en 1961. 65e promotion (1994-1996).
- Thierry Pécou né en 1965. 68e promotion (1997-1998).
- Michèle Reverdy née en 1943. 50e promotion (1979-1980).
- Roque Rivas né en 1975. 86e promotion (2015-2016).
- Jean-Pierre Rivière (1929-1995). 27e promotion (1956-1957).
- Luis-Fernando Rizo-Salom né en 1971. 76e promotion (2005-2006).
- Didier Rotella né en 1982. 88e promotion (2017-2018).
- Kenji Sakai né en 1977. 83e promotion (2012-2013).
- Gilles Silvestrini né en 1961. 71e promotion (2000-2002).
- Arthur Thomassin né en 1958. 60e promotion (1989-1991).
- Januibe Tejera de Miranda né en 1979. 85e promotion (2014-2015).
- Antoine Tisné (1932-1998). 36e promotion (1965-1966).
- Vincent Trollet né en 1978. 84e promotion (2013-2014).
- Francesca Verunelli née en 1979. 86e promotion (2015-2016).

### Gravure
- Najah Albukai graveur (1970-), promotion de 2021-2022.
- René Andrei peintre et graveur (1906-1987). 8e promotion (1935-1936).
- Jean Asselbergs graveur de médailles (1928-2015). 29e promotion. (1958-1959).
- Mohamed Bouzid peintre et graveur (1929-2014). 29e promotion. (1958-1959).
- Pierre Collin né en 1956. 50e promotion (1980-1981).
- Stéphanie Delouvrier née en 1972. En 2006, obtient une mention lors de l'attribution du Prix Lacourière.
- Francis Domenget (1926-1993). 25e promotion (1954-1955).
- Daniel Flourat (1928-1968). 29e promotion (1958-1959). Graveur de médailles.
- Claude Garache peintre, graveur né en 1929. 28e promotion (1957-1958).
- Jean-Marie Granier (1922-2007). 21e promotion (1950-1952).
- Lucien Guezennec (1914-1980). 24e promotion (1953-1954).
- Paul Guimezanes (1916-2001). 22e promotion (1951-1952).
- Alexis de Kermoal (1958-2002). 68e promotion (1997-1998). Sur la liste des anciens élèves on peut lire «Pierre Gaultier de Kermoal»; que faut-il choisir?
- Philippe Lelièvre (1929-1975). 29e promotion (1958-1959).
- Étienne Lodého né en 1953. 49e promotion (1978-1979).
- David Maes né en 1956. Prix Gravix en 1991.
- Frédérique Maillart graveuse de médailles né en 1946. 56e promotion (1985-1986).
- Philippe Mohlitz né en 1941. 44e promotion. (1973-1974) avec ses prénoms et son nom d'état-civil «Émile-Philippe Magaudoux»
- René Quillivic (1925-2016). 23e promotion (1952-1953).
- Jacques Reverchon peintre et graveur (1927-1968). 26e promotion (1956-1957).
- Henri Richelet (1944-2020). 39e promotion (1968–1969).
- Séverin de Rigné (1914-1989). 19e promotion [1948-1949).
- Émile Rousseau (1927-2010). 26e promotion (1955-1956). Second grand prix de Rome.
- Serge Santucci graveur de médailles né en 1944. 42e promotion. (1971-1972].
- Odette Singla graveuse de médailles (1926-2016). 25e promotion (1954-1955).
- Gérard Trignac né en 1955. 53e promotion (1982-1983).

### Peinture
- Jacqueline Adam peintre et graveuse (1915-1970). 20e promotion (1949-1950).
- Maurice Adrey (1899-1950). 8e promotion (1935-1936).
- François Bard né en 1959. 59e promotion (1988-1989).
- François Baron-Renouard (1918-2009) promotion (1951-1952).
- Michèle Battut née en 1946. 41e promotion (1970-1972).
- Pierre-Charles Bayle (1935-1993). 39e promotion (1968-1969).
- Paul Bazé (1901-1985). 8e promotion (1935-1936).
- Guillaume Beaugé né en 1944. 47e promotion (1976-1977).
- Jacques Berland (1918-1999). 24e promotion (1953-1954).
- Françoise Boudet (1925-2012). 27e promotion (1956-1957).
- André Bourdil (1911-1982). 12e promotion (1941-1942).
- Luis Arcas Brauner (ca) (1934-1989). 37e promotion. (1966-1967).
- Alain Brayer peintre et graveur (1920-2011). 25e promotion (1954-1955).
- Charles Brouty (1897-1984). 3e promotion (1930-1931).
- Carmen Calvo née en 1950. 54e promotion (1983-1984). Boursière de la Ville de Valence.
- Pedro Cámara Gozálvez (1934-2017). 34e promotion (1963-1964).
- Federico Castellón (1914-1971). 7e promotion (1934-1935).
- Martine Charron (1921-2014). 21e promotion (1950-1951).
- Albert Chavanon (1931-2008). 31e promotion (1960-1961).
- Yvan Chazottes (1935-1980). 34e promotion (1963-1964).
- Henri-Georges Cheval (1897-1975). 2e promotion (1929-1930).
- André Chochon (1910-2005). 17e promotion (1946-1947).
- Émile Claro (1897-1977). 2e promotion (1929-1930).
- Alain Cloarec (1944-1993). 38e promotion 1967-1968).
- Paul Collomb (1921-2010). 22e promotion (1951-1952).
- Mickaël Compagnion (1929-2011). 23e promotion (1952-1953).
- Roberto Coromina Navarro (es) né en 1965. 69e promotion (1998-1999).
- René Cottet peintre et graveur (1902-1992). 6e promotion (1933-1934).
- Annie de Courlon peintre et graveuse (1905-1991). 5e promotion (1932-1933).
- Émile Courtin (1923-1997). 23e promotion (1952-1953).
- Jean-Henri Couturat (1904-1973). 7e promotion (1934-1935). Boursier de l'Académie des beaux-arts[8].
- Monique Cras (1910-2007). 11e promotion (1939-1940).
- Francis Daubresse (1955-2012). 49e promotion (1978-1979).
- Geoffroy Dauvergne (1922-1977). 23e promotion (1952-1954). Peintre, fresquiste néocubiste.
- Claude Dechezelle (1928-2003). 27e promotion (1956-1957).
- Marcelle Deloron (1928-2021). 24e promotion (1953-1954). Second grand prix de Rome (1949).
- Vincent Derrien-Chiquet né en 1946. 40e promotion (1969-1970).
- Pierre-Paul Desrumaux (1899-1990). 6e promotion (1933-1834).
- Yves Doaré né en 1943. 47e promotion (1976-1977). Peintre et graveur.
- Jacques Dromart né en 1953. 59e promotion (1988-1989). Élève de Jean Bertholle.
- Jean Druille peintre et sculpteur (1906-1983). 7e promotion (1934-1935).
- Maxime Dubaut peintre et sculpteur (1920-1971). 20e promotion (1949-1950).
- André Duffour peintre et lithographe (1926-2016). 25e promotion (1954-1955).
- Simon Édery (1952-2001). 48e promotion (1977-1978).
- Gabriel Esteve Fuertes (1900-1987). 2e promotion [1929-1930).
- Jean Even (1910-1986). 9e promotion (1937-1938).
- Pierre Eychart (1943-2013). 40e promotion (1969-1970).
- Élisabeth Faure (1906-1964). 9e promotion (1937-1938).
- Louis Fernez (1900-1984). 2e promotion (1929-1930)? Dessinateur du timbre la Marianne d'Alger.
- Marthe Flandrin (1904-1987). 10e promotion (1938-1939).
- Lucienne Fleury (1910-1985). 9e promotion (1937-1938).
- Roger Forissier (1924-2003). 23e promotion (1952-1953).
- Sauveur Galliéro (1914-1963). 24e promotion (1953-1954).
- Cristina Gamón née en 1987. 83e promotion (2012-2013).
- Gérald Garand (1928-2013). 25e promotion (1954-1955).
- Lucie Geffré née en 1976. 83e promotion (2012-2013).
- Gabriel Genieis (1904-1992). 6e promotion (1933-1934).
- Alfred Giess (1901-1973). 7e promotion [1934-1935). Prix de Rome en 1929.
- Pierre-Dominique Giess (1943-2011). 41e promotion (1970-1971).
- Jacqueline Gilson (1912-1991). 18e promotion (1947-1948).
- Nathalie Gobin (1964-1992). 61e promotion (1990-1991).
- Esther Gorbato peintre et sculpteur (1926-1987). 32e promotion (1961-1962).
- Jean-Marie Granier (1922-2007). 21e promotion (1950-1951).
- Guy-Rachel Grataloup né en 1934. 37e promotion. (1966-1967). .
- Claude Grosperrin (1936-1977). 32e promotion (1961-1962).
- José Guerrero (1914-1991). 15e promotion (1944-1945). Peintre abstrait [9].
- Paul Hannaux (1897-1954). 2e promotion (1929-1930). Peintre, illustrateur et décorateur français.
- Jacques Haramburu (1934-2013). 31e promotion (1960-1961).
- Francis Harburger (1905-1998). 1re promotion (1928-1929).
- Auguste Harzic (1902-1988). 6e promotion (1933-1934).
- Arnaud d'Hauterives (1933-2018). 35e promotion (1964-1966). Peintre de la marine, secrétaire perpétuel de l'Académie des beaux-arts depuis 1996[10].
- Michel Henry (1928-2016). 28e promotion (1957-1958).
- Camille Hilaire (1916-2004). 21e promotion (1950-1951).
- Jacques Hirtz (1905-1988). 24e promotion (1953-1954).
- Michèle Iznardo née en 1957. 59e promotion (1988-1989).
- Jean Joyet (1919-1994). 22e promotion (1951-1952).
- Philippe Labèque (1933-2015). 31e promotion (1960-1961).
- Henriette Lambert (1925-2020). 24e promotion (1953-1954).
- Didier Lapène né en 1964. 73e promotion (2004-2005).
- Gabriel Largeteau (1911-1969). 5e promotion (1932-1933).
- Geneviève Laurent née en 1935. 23e promotion (1952-1953).
- Robert Leboucher né en 1920. 27e promotion (1956-1957).
- Hervé Le Bourdelles (1928-2012). 32e promotion (1961-1962).
- Marc Le Coultre né en 1946. 42e promotion (1971-1972).
- Paulette Legru née en 1900. 11e promotion (1939-1940).
- Guy Le Meaux né en 1947. 43e promotion (1972-1975). Pensionnaire de la villa Médicis (1975-1977).
- Jean Le Merdy (1928-2015). 27e promotion (1956-1957).
- Lucienne Leroux (1903-1981). 7e promotion (1934-1935).
- Madeleine Leroux (1902-1984). 2e promotion (1929-1930). Prix de Rome en 1927.
- Erik Levesque né en 1960. 57e promotion (1986-1988).
- Pierre Lonchamp (1925-1978). 26e promotion (1955-1956).
- Stéphane Magnard peintre et graveur (1917-2010). 20e promotion (1949-1950).
- André Maire (1898-1984). 5e promotion (1932-1933).
- Jean Mamez (1922-2018). 23e promotion (1952-1953).
- Sooky Maniquant (1934-2012). 31e promotion (1960-1961).
- Yvonne Mariotte (1909-2001). 10e promotion (1938-1939).
- José Martinez Del Cid (1904-1988). 1re promotion (1928-1929).
- Gaston Marty (1905-1977). 6e promotion (1933-1934).
- Monique Matet (1934-2007). 33e promotion (1962-1963).
- Pierre Mondan (1900-1981). 3e promotion (1930-1931).
- Bernard Mougin (1918-2002). 12e promotion (1941-1942).
- Marie-Claire Noizeux peintre et danseuse (1907-1964). 9e promotion (1937-1938).
- Pierre Olivier (1928-2017). 27e promotion (1956-1957).
- Raymonde Pagégie née en 1923. 25e promotion (1954-1955).
- Marguerite Pauvert (1902-1983). 10e promotion (1938-1939).
- Odette Pauvert (1903-1966). 6e promotion (1933-1934).
- André Pédoussaut (1923-1992). 21e promotion (1923-1992).
- Claude Petitet (1922-1996). 21e promotion (1950-1951). Premier second grand prix de Rome en 1948.
- André Plisson (1929-2015). 28e promotion (1957-1958). Prix de Rome en 1956.
- Jean-Pierre Pophillat né en 1937. 35e promotion (1964-1965).
- André Quellier (1925-2010). 25e promotion (1954-1955).
- Pierre Raffi (1919-1987). 25e promotion (1954-1955).
- Vicenta Real (es) né en 1955. 48e promotion (1977-1978).
- Juan de Ribera Berenguer (ca) (1935-2016). 31e promotion) (1960-1961).
- Ernest Risse (1921-2003). 24e promotion (1953-1954).
- François Ristori (1936-2015). 33e promotion. (1962-1963).
- Amadeo Roca (1905-1999). 6e promotion (1933-1934).
- Maurice Rocher (1918-1995). 20e promotion (1949-1950).
- Enrique Igual Ruiz (1897-1974). 1re promotion (1928-1929).
- José Ros Ferrandis (1901-1981). 8e promotion (1935-1936).
- Éliane Rosso (1928-1994). 25e promotion (1928-1994).
- Guy de Rougemont né en 1935. 33e promotion (1962-1963). Peintre abstrait, designer, membre de l'Institut de France.
- Gilles Sacksick né en 1942. 50e promotion (1979-1980).
- Marc Saint-Saëns (1903-1979). 3e promotion (1930-1931).
- Margarida Sans i Jordi (ca) (1911-2006). 7e promotion (1934-1935).
- Jean-René Sauboa (1904-1969). 1re promotion (1928-1929).
- Christian Sauvé (1943-2023). 40e promotion (1968-1969).
- Robert Savary (1920-2000). 19e promotion (1948-1949).
- Claude Schurr (1921-2014). 20e promotion (1949-1950).
- Francisco Javier Sebastia Mares (1926-1993). 39e promotion (1968-1969).
- Gaston Sébire (1920-2001). 24e promotion (1953-1954).
- Jean-Baptiste Sécheret né en 1957. 55e promotion (1984-1986).
- Élodie Seguin (1984-). 93e promotion (2022-2023).
- Pierre Sicart (1900-1981). 3e promotion (1930-1931).
- Jean Simian (1910-1991). 26e promotion (1955-1956).
- Luc Simon (1924-2011). 21e promotion (1924-2011).
- Romain Souverbie, dit Romain Souber né en 1929. 26e promotion (1955-1956).
- Jean Terles (1909-1976). 9e promotion (1937-1938).
- René Thomsen (1897-1976). 4e promotion (1931-1932).
- Jacques Tissinier (1936-2018). 34e promotion. (1963-1964).
- Marie-Louise Berthe de Tournemire (1899-1970). 12e promotion (1941-1942).
- Florence Tournon-Branly peintre et décoratrice (1923-1982). 20e promotion (1949-1950).
- Pierre-Yves Trémois (1921-2020). 22e promotion (1951-1952).
- Yves Treverdy (1916-1996). 20e promotion (1949-1950). Grand prix de Rome en 1943.
- Nicolas Untersteller (1900-1967). 6e promotion (1933-1934). Directeur de l'École nationale supérieure des beaux-arts de Paris (1948).
- Pierre Valade (1909-1971). 7e promotion (1934-1935).
- Henri Van Moé (1930-1989). 26e promotion (1955-1956).
- Jean Vaugeois (1933-2016). 29e promotion (1959-1960)
- Jean-Louis Viard (1917-2009). 22e promotion (1951-1952).
- Pascal Vinardel né en 1951. 45e promotion (1974-1976).
- Louis Vuillermoz (1923-2016). 22e promotion (1951-1952). Second grand prix de Rome en 1947.
- Lucien Weil (1902-1963). 7e promotion (1934-1935).
- Bachir Yellès (1921-2022). 23e promotion (1952-1953). Directeur de l'École des beaux-arts d'Alger (1962-1982).
- Albert Zavaro né en 1925. 23e promotion (1952-1953).

### Photographie
- Sophie Boursat née en 1959. 61e promotion (1990-1991).
- Mathieu Pernot né en 1970. 73e promotion (2002-2003).
- Aurore Valade née en 1981. 86e promotion (2015-2016).
- Nicolas Tourliere (1956-1995). 65e promotion (1994-1995).

### Arts plastiques
- Sophie Whettnall née en 1973. 76e promotion (2005-2006).
- Emma Dusong née en 1982. (2020-2021)

### Sculptures
- Pierre-Pascal Aubin né en 1941. 43e promotion. (1972-1973), 1er Second grand prix de Rome en 1967
- Louis Bate (1898-1948). 5e promotion (1932-1933).
- Jean-Marie Baumel (1911-1978). 10e promotion (1938-1939).
- Louis Bénisti (1903-1995). 7e promotion (1934-1935).
- André Bordes (1928-2021). 29e promotion (1958-1959).
- Jean Cante sculpteur peintre (1912-1977). 10e promotion (1938-1939).
- Jean Cardot né en 1930. 28e promotion (1955-1957). Villa Médicis à Rome. Académie des Beaux-arts, Paris 1983.
- Georges Coulon (1914-1990). 17e promotion (1946-1947).
- Gilberte Curtil-Boyer sculpteur et graveur de médailles (1929-1967). 32e promotion (1961-1962).
- Daniel Druet né en 1941. 40e promotion. (1969-1970).
- Thérèse Dufresne sculptrice et graveuse de médailles (1937-2010). 34e promotion (1963-1964).
- Étienne Eczet né en 1978. 76e promotion (2005-2006).
- Lucien Fenaux. 20e promotion (1949-1950).
- Jean Fréour (1919-2010). 23e promotion (1952-1953).
- Quentin Garel né en 1975. 69e promotion (1998-1999).
- Marcel Gili (1914-1993). 19e promotion (1948-1049).
- Jean Pierre Giovanetti (1905-1992). 8e promotion (1935-1936).
- Remigio Hernández Martin (1922-2004). 23e promotion (1952-1953).
- Pierre Honoré (1908-1996). 8e promotion (1935-1936).
- Philippe Jourdain né en 1960. 56e promotion (1985-1986).
- Armand Lacroix (1907-1982). 8e promotion (1935-1936).
- Simone Magnan (1927-1994). 31e promotion (1960-1961).
- Frédérique Maillart née en 1946. 40e promotion. (1969-1970).
- Gabrielle Maurion-Vidal (1907-1987). 9e promotion (1937-1938).
- Jean Menjaud (1926-2017). 26e promotion (1955-1956).
- Georges Nadal (1920-2012). 21e promotion (1950-1951).
- Olivier Pettit (1918-1979). 24e promotion (1953-1954). Second grand prix de Rome.
- Dominique Piéchaud (1922-2011). 28e promotion (1957-1958).
- José Rausell Sanchis (es) né en 1929. 22e promotion (1951-1952).
- Serge Santucci né en 1944. 42e promotion (1971-1972).
- Jacques Tissinier né en 1936. 34e promotion (1963-1964).
- Robert Vernet (1931-2018). 30e promotion (1959-1960).